# 대한민국 민법 제676조
대한민국 민법 제676조는 현상광고의 보수수령권자에 대한 민법 채권법 계약 조문이다.

## 조문
제676조(보수수령권자) ① 광고에 정한 행위를 완료한 자가 수인인 경우에는 먼저 그 행위를 완료한 자가 보수를 받을 권리가 있다.
②수인이 동시에 완료한 경우에는 각각 균등한 비율로 보수를 받을 권리가 있다. 그러나 보수가 그 성질상 분할할 수 없거나 광고에 1인만이 보수를 받을 것으로 정한 때에는 추첨에 의하여 결정한다.

第676條(報酬受領權者) ① 廣告에 定한 行爲를 完了한 者가 數人인 境遇에는 먼저 그 行爲를 完了한 者가 報酬를 받을 權利가 있다.
②數人이 同時에 完了한 境遇에는 各各 均等한 比率로 報酬를 받을 權利가 있다. 그러나 報酬가 그 性質上 分割할 수 없거나 廣告에 1人만이 報酬를 받을 것으로 定한 때에는 抽籤에 依하여 決定한다.

## 비교 조문
일본민법 제531조(현상광고의 보수를 받을 권리) 1. 광고에 정한 행위를 한 자가 수인 있을 때에는 최초로 그 행위를 한 자만이 보수를 받을 권리를 가진다.
2. 수인이 동시에 전항의 행위를 한 경우에는 각자가 균등한 비율로 보수를 받을 권리를 가진다. 다만, 보수가 그 성질상 분할이 적합하지 아니할 때, 또는 광고에서 1인만이 이를 받는 것으로 한 때에는 추첨으로 이를 받을 자를 정한다.
3. 전항의 규정은 광고 중에 이와 다른 의사를 표시한 때에는 적용하지 아니한다.

## 판례
건축설계 우수현상광고에서 당선자가 보수로서 받는 "기본 및 실시설계권"이란 당선자가 광고자에게 우수작으로 판정된 계획설계에 기초하여 기본 및 실시설계계약의 체결을 청구할 수 있는 권리를 말하는 것이므로, 광고자로서는 특별한 사정이 없는 한 이에 응할 의무를 지게 되어 당선자 이외의 제3자와 설계계약을 체결하여서는 아니된다.

## 참고 문헌
- 오현수, 일본민법, 진원사, 2014. ISBN 9788963463452
- 오세경, 대법전, 법전출판사 , 2014 ISBN 9788926210277
- 이준현 , LOGOS 민법 조문판례집, 미래가치, 2015. ISBN 9791155020869

## 같이 보기
- 현상광고